# Рибейран-Прету (мезорегион)
Рибейран-Прету (порт. Mesorregião de Ribeirão Preto) — административно-статистический мезорегион в Бразилии, входит в штат Сан-Паулу. Население составляет 2 376 360 человек (на 2010 год). Площадь — 27 539,632 км². Плотность населения — 86,29 чел./км².

## Демография
Согласно сведениям, собранным в ходе переписи 2010 г. Национальным институтом географии и статистики (IBGE), население мезорегиона составляет:
| Полное население                            | Полное население                            | Полное население                            | Полное население                            | 2 376 360 |
| ------------------------------------------- | ------------------------------------------- | ------------------------------------------- | ------------------------------------------- | --------- |
| в том числе:                                | Городское население                         | 2 283 671                                   | Процент городского населения, %             | 96,10     |
|                                             | Сельское население                          | 92 689                                      | Процент сельского населения, %              | 3,90      |
|                                             | Мужское население                           | 1 169 480                                   | Процент мужского населения, %               | 49,21     |
|                                             | Женское население                           | 1 206 880                                   | Процент женского населения, %               | 50,79     |
| Плотность населения, чел/км²                | Плотность населения, чел/км²                | Плотность населения, чел/км²                | Плотность населения, чел/км²                | 86,29     |
| Население мезорегиона в % к населению штата | Население мезорегиона в % к населению штата | Население мезорегиона в % к населению штата | Население мезорегиона в % к населению штата | 5,76      |

## Статистика
- Валовой внутренний продукт на 2003 составляет 24 763 826 318,00 реалов (данные: Бразильский институт географии и статистики).
- Валовой внутренний продукт на душу населения на 2003 составляет 11 117,27 реалов (данные: Бразильский институт географии и статистики).
- Индекс развития человеческого потенциала на 2000 составляет 0,816 (данные: Программа развития ООН).

## Состав мезорегиона
В мезорегион входят следующие микрорегионы:
1. Барретус
2. Бататайс
3. Франка
4. Итуверава
5. Жаботикабал
6. Рибейран-Прету
7. Сан-Жоакин-да-Барра